# 12339 Carloo
12339 Carloo este un asteroid din centura principală de asteroizi.

## Descriere
12339 Carloo este un asteroid din centura principală de asteroizi. A fost descoperit pe 18 decembrie 1992 la Caussols de Eric Walter Elst. El prezintă o orbită caracterizată de o semiaxă mare de 2,26 ua, o excentricitate de 0,11 și o înclinație de 3,8° în raport cu ecliptica.